# Charles Henri de Blainville
Charles Henri de Blainville, född 1711 och död 1770, var en fransk tonsättare och musikforskare.

## Biografi
Blainville var egentligen cellist och lärare i musik men sysslade dessutom med komposition och utgav ett band violinsonater, några kantater, symfonier med mera. Hans kompositioner är präglade av den idé han hyllade, att utom de gänge tonarterna dur och moll, så kallad "ren moll" borde införas, av Blainville kallad "troisième mode", "mode hellénique", identisk med eolisk tonart. Blainville bearbetade dessutom Giuseppe Tartinis sonater som Concerti grossi. Som teoretisk skribent uppträdde Blainville med en harmonilära (1746) och en skrift om den nya molltonarten ("Essai sur un troisième mode", 1751). Som historiker utgav han "Histoire générale, critique et philogique de la musique" (1767). I musikestetikens historia spelar Blainville en framträdande roll med sitt arbete "L'esprit de l'art musical" (1754).